# Veiligheidsregio Brabant-Zuidoost
De veiligheidsregio Brabant-Zuidoost is een veiligheidsregio binnen de provincie Noord-Brabant.
Op 1 juli 2010 is de naam veranderd van veiligheidsregio Zuidoost-Brabant in Veiligheidsregio Brabant-Zuidoost om consistent te zijn met de naamgeving van de Politieregio.

## Regioprofiel
- Inwoners: 748.300 (2014, CBS)
- Landoppervlakte: 1440 km²
- De regio centreert zich rondom de steden Eindhoven en Helmond.
- De regio herbergt Vliegbasis Eindhoven. Het vliegveld wordt deels voor burgerluchtvaart gebruikt (bekend onder de naam Eindhoven Airport).
- De natuurgebieden Kempen en Peel vallen deels binnen deze regio. De regio kent daarnaast enkele grote andere heidegebieden.

### Terrein
- Weinig BRZO (Besluit Risico's Zware Ongevallen 2015) risicolocaties; alleen op industrieterreinen bij Eindhoven en in het zuiden van de gemeente Cranendonck.
- Het gebied kan (bij ongunstige wind) milieuhinder ondervinden van industrieën rondom Antwerpen en het Ruhrgebied in Duitsland.
- Bij droogte en warmte kan het platteland geplaagd worden door rupsen en/of insecten, ook is er een grote kans op heide- en bosbranden.

### Infrastructuur

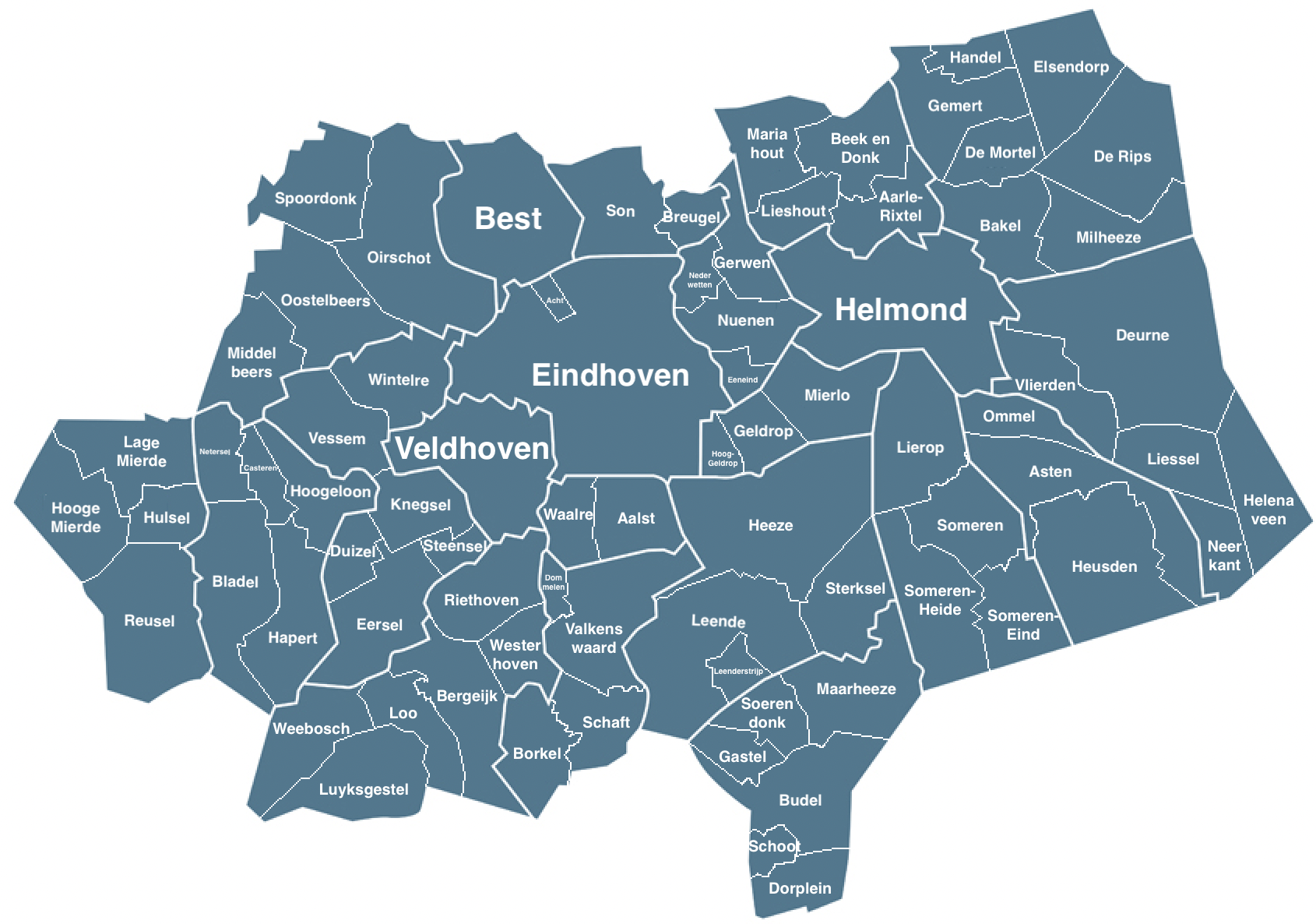
Steden en dorpen in Zuidoost-Noord-Brabant, inclusief buitengebied.

- Vervoer van gevaarlijke stoffen over de A2 en de A67.
- Vervoer van gevaarlijke stoffen over het spoor van en naar Duitsland.

## Instanties
- Brandweer: De regio telt 21 brandweerkorpsen
- Politie: De voormalige politieregio Brabant-Zuidoost telde ongeveer 2000 medewerkers, na de nieuwe herindeling van politie-eenheden op 1 januari 2013 is dit aantal nog onbekend.
- Ambulancevervoer: Ambulancevervoer in de veiligheidsregio wordt verzorgd door de GGD (Gemeentelijke gezondheidsdienst) Brabant-Zuidoost, deze is sinds 2016 volledig overgedragen aan de GGD en valt officieel niet meer onder de veiligheidsregio.
- GHOR
- Gemeenten: De veiligheidsregio Brabant-Zuidoost omvangt de volgende 21 gemeenten; Asten, Bergeijk, Best, Bladel, Cranendonck, Deurne, Eersel, Eindhoven, Geldrop-Mierlo, Gemert-Bakel, Heeze-Leende, Helmond, Laarbeek, Nuenen, Oirschot, Reusel-De Mierden, Someren, Son en Breugel, Valkenswaard, Veldhoven en Waalre.
- Provincie: Noord-Brabant
- GGD: Apart binnen de veiligheidsregio valt de GGD, deze heeft sinds 2016 ook de ambulancedienst overgenomen van de veiligheidsregio, GGD Brabant-Zuidoost
- Justitie: Rechtbank Oost-Brabant, het arrondissement omvangt het oostelijke deel van de provincie Noord-Brabant.
- Waterschap(pen): De veiligheidsregio Brabant-Zuidoost omvangt het Waterschap De Dommel en een gedeelte van het Waterschap Aa en Maas
- Rijkswaterstaat: Deze Veiligheidsregio valt binnen de regionale Rijkswaterstaat dienst Zuid-Nederland
- Ziekenhuizen: Ziekenhuizen met klinische faciliteiten in Deurne, Helmond, Eindhoven, Veldhoven en Geldrop.
- Defensie